# Rhizophagus pseudobrunneus
Rhizophagus pseudobrunneus es una especie de coleóptero de la familia Monotomidae.

## Distribución geográfica
Habita en Canadá y Estados Unidos.